# محمد الزيات (لاعب)
محمد الزيات (من مواليد 1 أبريل 2001)هو لاعب رياضي مصري بارالمبي، متخصص في رياضة البارا تايكوندو. احرزة الميدالية الفضية في منافسات بوزن 61 كجم للرجال في دورة الألعاب البارالمبية الصيفية 2020 التي أقيمت في طوكيو، اليابان. وتلقى ركلة في رأسه في مباراة نصف النهائي ضد دانييل سيدوروف. تأهل الزيات إلى النهائيات لكنه لم يتمكن من المنافسة بسبب إصابته، ونتيجة لذلك، حصل ناثان توركواتو على الميدالية الذهبية.